# Heather Harper
Heather Harper (Belfast, 8 maggio 1930 – Londra, 22 aprile 2019) è stata un soprano britannico.
La sua discografia comprende il Peter Grimes, così come il War Requiem (Chandos) e un concerto dal vivo di "Our Hunting Fathers" di Britten registrato con la London Philharmonic Orchestra.

## Biografia
Ha studiato pianoforte e canto presso il Trinity College of Music di Londra.
Il suo debutto professionale è nel 1954 come Medea (Cherubini) presso l'Opera Club dell'Università di Oxford. Dal 1956 al 1975 è stata membro dell'English Opera Group. È nota per la sua interpretazione di Elsa nel Lohengrin (opera) di Wagner, il ruolo di Arabella (opera) di Strauss, Ellen Orford in Peter Grimes (Britten) e la governante ne Il giro di vite (opera) di Britten. È apparsa al Covent Garden, a Bayreuth, a San Francisco e alla Metropolitan Opera (nel 1977 come Contessa Almaviva ne Le nozze di Figaro ed Ellen Orford nel Peter Grimes con Jon Vickers e Jean Kraft).
Nel 1956 canta nella prima rappresentazione televisiva nella Broadcasting House Concert Hall della BBC di Londra di "Mañana" di Arthur Benjamin e nella prima esecuzione assoluta nella Festival Hall di Londra di "The Akond of Swat" di Roberto Gerhard.
Al Glyndebourne Festival Opera nel 1957 e nel 1960 è la prima Dama in Die Zauberflöte, nel 1963 Anne in The Rake's Progress e nel 1966 Iphis in Jephta di Georg Frideric Händel con Margaret Price.
La Harper ha anche avuto una lunga carriera concertistica, durante la quale ha cantato nella première del War Requiem di Britten, nel 1962, sostituendo Galina Vishnevskaya con un preavviso di 10 giorni. Sempre nello stesso anno è Arbaces nella prima rappresentazione nella St. Pancras Town Hall di Londra di "Artaxerses" di Thomas Augustine Arne.
Nel 1963 canta nel War Requiem di Britten con la London Symphony Orchestra al Teatro La Fenice di Venezia.
Al Royal Opera House di Londra debutta nel 1963 come Blanche ne I dialoghi delle Carmelitane (opera) con Gwyneth Jones, nel 1964 è Antonia in Les Contes d'Hoffmann con Reri Grist diretta da Georg Solti, nel 1965 è Gutrune ne Il crepuscolo degli dei con Amy Shuard, la Jones e Wolfgang Windgassen diretta da Solti, nel 1968 Micaela in Carmen (opera), nel 1969 Ellen Orford nel Peter Grimes con Vickers diretta da Colin Davis, nel 1972 Hecuba in King Priam di Michael Tippett, nel 1973 Arabella, Mrs Coyle in Owen Wingrave di Britten con Janet Baker e Chrysothemis in Elettra di Richard Strauss, nel 1975 l'Imperatrice in Die Frau ohne Schatten diretta da Solti, nel 1976 Prima Donna (Ariadne) in Ariadne auf Naxos, nel 1977 Nadia in The Ice Break di Tippett diretta da Davis e nel 1981 Elsa von Brabant in Lohengrin.
A Edimburgo nel 1963 con l'English Opera Group è Lucy Lockit in Beggar's Opera con la Baker diretta dallo stesso Britten, nel 1973 Donna Elvira in Don Giovanni (opera) con Luigi Alva diretta da Daniel Barenboim e nel 1975 la Contessa Almaviva ne Le nozze di Figaro con Ileana Cotrubaș, Teresa Berganza e Dietrich Fischer-Dieskau diretta da Barenboim.
Con l'Orchestre de la Suisse Romande nel 1965 partecipa a un concerto di musiche di Britten diretta da Ernest Ansermet al Grand Théâtre di Ginevra.
Nel 1965 ha cantato nel Requiem di Delius, a Liverpool, diretta da Charles Groves e di nuovo nel 1968 a Londra diretta da Meredith Davies, nella prima registrazione mondiale.
Nel 1967 e nel 1968 è Elsa von Brabant in Lohengrin al Bayreuther Festspiele.
Nel 1968 canta nella prima esecuzione assoluta nella Queen's Elizabeth Hall di Londra di "Introit for the Feast of St.John Damascene" di John Tavener.
Nel 1970 è Jane all'inizio della ripresa televisiva della BBC nel Maltings Theatre a Snape (Suffolk) di "Owen Wingrave" di Britten diretta dal compositore.
Nel 1971 è Jane nella première radiotelevisiva nella Broadcasting House Concert Hall della BBC di Londra di "Owen Wingrave" di Britten, con Janet Baker, diretta dal compositore.
Nel 1972 canta nella prima esecuzione assoluta nella Royal Festival Hall di Londra della Sinfonia n. 3 di Tippett diretta da Davis.
Al San Francisco Opera nel 1975 è Charlotte nel Werther (opera) di Massenet e nel 1976 Ellen Orford in Peter Grimes con John Vickers.
Nel 1976 canta nella prima rappresentazione di Peter Grimes con Vickers diretta da Colin Davis al Teatro alla Scala di Milano nella trasferta del Royal Opera House.
Al Last Night of the Proms di Belfast, nel 1985, ha dato la prima mondiale del ciclo di canzoni Next Year in Jerusalem di Malcolm Williamson
Morì a Londra nel 2019, quasi 90enne.

## Vita privata
Si sposò due volte: dopo aver divorziato da Leonard Buck nel 1972, passò a nuove nozze con lo scienziato argentino Eduardo E. Benarroch l'anno dopo.

## Discografia parziale
- Bach, Johannes Passion - Britten/Pears/Howell/Harper, Decca
- Beethoven: Missa Solemnis, Messa Op. 86 - Carlo Maria Giulini/Dame Janet Baker/Elly Ameling/Hans Sotin/Heather Harper/London Philharmonic Orchestra/Marius Rintzler/New Philharmonia Chorus/Robert Tear/Theo Altmeyer, 2005 EMI
- Britten, Peter Grimes - Davis/Vickers/Harper/Allen, 1978 Decca - Grammy Award for Best Opera Recording 1980
- Britten, The Rape of Lucretia - Phaedra - Benjamin Britten/Dame Janet Baker/English Chamber Orchestra/Heather Harper/John Shirley-Quirk/Sir Peter Pears/Steuart Bedford, 1990 Decca
- Britten: Serenade, Nocturne, Les Illuminations - Robert Tear & Heather Harper, 2006 Warner/EMI
- Britten, The Turn of the Screw - Helen Donath/Heather Harper/Robert Tear/Ava June/Orchestra of the Royal Opera House, Covent Garden/Sir Colin Davis, 1982 Decca
- Bruckner: Messe n. 2 & 3, Te Deum & Mottetti - Anne Pashley/Daniel Barenboim/Don Garrard/English Chamber Orchestra/Heather Harper/New Philharmonia Orchestra/Robert Tear/Wilhelm Pitz, 2003 EMI
- Haendel, Messia - Davis/Harper/Watts/Wakefield, 1966 Philips
- Handel, Judas Maccabeus (integrale dell'Oratorio) - Alexander Young/English Chamber Orchestra/Heather Harper/Helen Watts/John Shirley-Quirk, 2007 Musical Concepts
- Mahler, Sinf. n. 2 - Solti/Harper/Watts/LSO, 1966 Decca
- Mahler, Sinf. n. 8 - Solti/CSO/Harper/Popp/Auger, 1971 Decca - Grammy Award al miglior album di musica classica 1973 e Grammy Hall of Fame Award 1998
- Ravel: Shehérazade, Chansons Madecasses - Boulez/Norman/Harper/Van Dam, CBS/Sony - Grammy Award for Best Classical Vocal Solo 1985

## DVD & BLU-RAY parziale
- Britten, Peter Grimes - Britten/Pears/Harper/Drake, regia Joan Cross, 1969 Decca